# Anthelia tosana
Anthelia tosana is een zachte koraalsoort uit de familie Xeniidae. De koraalsoort komt uit het geslacht Anthelia. Anthelia tosana werd in 1958 voor het eerst wetenschappelijk beschreven door Utinomi. 